# إيدا غودسن
إيدا غودسن (بالإنجليزية: Ida Goodson) هي عازفة بيانو وعازفة الجاز ومغنية أمريكية، ولدت في 23 نوفمبر 1909، وتوفيت في 5 يناير 2000.

## وصلات خارجية
- إيدا غودسن على موقع ميوزك برينز (الإنجليزية)
- إيدا غودسن على موقع أول ميوزيك (الإنجليزية)
- إيدا غودسن على موقع ديسكوغز (الإنجليزية)